# Túl a haragon
A Túl a haragon (eredeti cím: Autoreidzsi: Bijondo) 2012-ben bemutatott japán film, amely a jakuzák életéről szól. A filmet Kitano Takesi írta és rendezte, és ő játssza a film egyik főszerepét is. A film első részének a címe: Emésztő harag (2010).

## Cselekmény
|  | Alább a cselekmény részletei következnek! |

Otomo nem halt meg, békésen letöltötte a börtönbüntetését. De a szabadulásának a Szanno klán nem örül, mert veszélyt látnak benne. Éppen ezért el akarják kapni, de Otomo egy lépéssel előrébb jár náluk. Lepaktált a régi ellenségével, Kimurával, és azt tervezik, hogy véget vetnek a Szanno klán egyeduralmának. De együtt sem jelentenek túl nagy veszélyt a Szannóra, inkább csak a tapasztalatuk és a hírnevük miatt kell aggódnia a Szannónak. De ez a helyzet az idő előrehaladtával megváltozik, mert Kimuráék egyezséget kötöttek a Hanabisi klánnal, és így már elég erősek a háborúhoz.
|  | Itt a vége a cselekmény részletezésének! |

## Szereplők
- Kitano Takesi
- Miura Tomokazu
- Kasze Rjó
- Kiritani Kenta
- Nakano Hideo
- Siomi Szanszei
- Nisida Tosijuki
- Kohinata Fumijo
- Macusige Jutaka